# Magnetisk monopol
En magnetisk monopol är inom partikelfysiken en hypotetisk elementarpartikel som är en isolerad magnet med bara en magnetisk pol, alltså en nordpol utan en sydpol eller tvärtom.
Magnetism i stavmagneter eller elektromagneter kommer inte från magnetiska monopoler. Om en stavmagnet delas på mitten fås två magneter med varsin nordpol och sydpol.
Det har teoretiskt spekulerats i att magnetiska monopoler kan existera i form av små partiklar liknande elektroner eller protoner, som uppstår ur topologiska defekter på ett liknande sätt som kosmiska strängar. Paul Dirac förutspådde 1931 att magnetiska monopoler existerar, och sedan dess har fysiker sökt efter dem i experiment utan att hitta några entydiga bevis på deras existens. Vissa former av kondenserad materia innehåller dock kvasipartiklar som effektivt sett är (icke-isolerade) magnetiska monopoler, eller fenomen som är matematiskt analoga till magnetiska monopoler. Ett exempel på detta är när man 2009 för första gången lyckades observera magnetiska monopoler i spinnis, vilket ledde till förnyat intresse för området. Existensen av magnetiska monopoler leder, enligt Dirac, automatiskt till slutsatsen att elektrisk laddning måste vara kvantiserad.

### Fotnoter
1. 1 2  Peter Larsson (23 november 2012). ”Viktigt framsteg för magnetricitet”. KTH. Arkiverad från originalet den 2 december 2014. https://web.archive.org/web/20141202133205/https://www.kth.se/aktuellt/nyheter/viktigt-framsteg-for-magnetricitet-1.354291. Läst 2 april 2015.